# Pleurothallis macra
Pleurothallis macra är en orkidéart som beskrevs av John Lindley. Pleurothallis macra ingår i släktet Pleurothallis och familjen orkidéer. Inga underarter finns listade i Catalogue of Life.